# سيزار كلاون
سيزار كلاون هو أحد شخصيات انمي ومانغا ون بيس، ويلقب من قبل اتباعه ب«السيد» وهو أيضا زميل سابق للعالم «فيجابانك» والخصم الرئيسي في احداث بانك هازارد، وسيزار خبير في اسلحة الدمار الشامل الكيمياوية، وأيضا هو مطلوب من الحكومة بشدة، وتوجد على رأسه مكافأة قدرها 300.000.000 بيلي

و خلال احداث دريسروزا أعلن دون كيهوتي دوفلامنجو بأن سيزار كان تابع له، وهذا يعني بأنه من قراصنة دون كيهوتي، وبعد أن تمت هزيمة دوفلامنجو اخُذ سيزار كرهينة عند قراصنة قبعة القش وقراصنة القلب.

## البطاقة الشخصية
الاسم باليابانية: シ ー ザ ー · ク ラ ウ ン
الاسم بالأنجليزية: Caesar Clown
الاسم بالعربية: سيزار كلاون
الانتمائات: قراصنة دون كيهوتي، قوات البحرية
المهنة: عالم
حلفائه: دون كيهوتي دوفلامنجو، مونيت، فيرغو، كايدو
أعدائه: قراصنة قبعة القش، ترافلجار لاو، حكومة العالم
المكافأة: 300.000.000 بيلي

## مظهره
سيزار ذو مظهر غازي نظرا لقدرة فاكهة الشيطان الخاصة به، وهو أيضا طويل جدا، شعره طويل جدا داكن، ولون عيناه بني، ولديه قرنان مألان إلى الخلف في رأسه، وهو يضع احمر الشفاه على فمه مع مكياج الظلام على وجهه، ويمتلك فم كبير وذراعين نحيلين بالنسبة لجسده

سيزار يرتدي معطف ازرق طويل ومطبوعة عليه كلمة GAS باللون الوردي، ويرتدي تحت المعطف بذلة صفراء مخططة قطريا بخطوط برتقالية، ويرتدي قفازات لونها أرجواني داكن جدا مطبوع عليها كلمة CC , ولديه مظهر غازي مستمر، وسيزار لا يرتدي احذية فهو حافي دائما، وقد زودت قدماه بواسطة احذية غازية بفضل قدرته

و قبل اربع سنوات من القصة كان سيزار يمتلك شعر أقصر مما هو عليه حاليا

خلال مواجهته الثانية مع لوفي، تضرر سيزار كثيرا من لوفي، وقد سقطت بعض اسنانه، وأيضا كسر انفه وأصبح قليل الكلام نظرا لصعوبة التحدث

و بعد امتصاص شينكوني، تحول لون جسم سيزار إلى اللون الوردي الغامق والغاز، وأيضا شعره نمى كثيرا وأصبح طويل جدا، وأيضا نمت قرناه وزاد حجمه كثيرا، لكن بعد هزيمته عاد إلى وضعه الطبيعي

في الانمي لون بشرة سيزار ابيض شاحب، في المانغا كان لون بشرته أكثر طبيعيا.

## شخصيته
سيزار كما قال عنه سموكر، هو شخص نذل وحقير ومجنون وافعاله شريرة حيث وصفه نائب الإدميرال وأيضا قاسي، ومتغطرس وهو بصورة عامة شخصية شريرة جدا، ويحب سيزار ان يؤذي الآخرين ويشعر بفرحة كبيرة، وهو يقوم بإجراء التجارب على الأطفال المريضة، وقد كان يزود دوفلامنجو بأسلحة كيمياوية، وأيضا يكره سيزار زميله السابق العالم العبقري فيجابانك وذلك بسبب تحالفه مع حكومة العالم، أيضا سيزار شخص بارع في الكذب، وسيزار شخص مريض جدا وسريع الغضب فهو يقوم بالصراخ على اتباعه، وأيضا لم يكن مهتم ما ذاى تعرضت مونيت أو فيرغو إلى السم وماتا فهو لم يكترث بالخيانة، وأيضا هو فخور بنفسه ومتباهي بما فعله من انفجار قبل أربعة سنوات، وأيضا هو لا يتحمل الاهنانة عندما دعاه ترافلجار لاو بالغبي، وأيضا خلافا على كل مستخدمي فواكه اللوجيا فسيزار يبقي قوته فعالة طوال الوقت، وأيضا لدى سيزار بعض الكوميدية والشعور بالخجل الغريب من نوعه حيث يحمر وجهه ويقول عبارات غير معروفة تماما مثل توني توني تشوبر، وأيضا لديه بعض الغيرة فعندما قال لوفي بان سموم فاكهة غازو غازو لن تؤثر عليه وذلك لأنه تعرض سابقا لسم فاكهة دوكو دوكو الخاصة بماجيلان وان جهازه المناعي أصبح اقوى حيث قال سيزار بانه يقارن قوة فاكهة من نوع اللوجيا مع مجرد فاكهة باراميسا وقد تفاجئ سيزار عندما لم يتأثر لوفي بالسم نتيجة تأثره القوي بسموم فاكهة ماجيلان الفتاكة التي كاد أن يموت فيها، ويمتلك سيزار ضحكة خاصة وهي «شورورورورورو».

## قوته وقدراته
سيزار عالم ذكي جدا لديه خبرة هائلة بالمواد الكيميائية وأيضا يعتبر أحد أذكى العلماء حيث أنه أنتج مادة ساد التي تصنع منها فواكه الشيطان الصناعية من نوع الزون والتي فشل العالم فيجابانك في إنتاجها.

### فاكهة الشيطان
اكل سيزار من فاكهة غازو غازو نومي وهي فاكهة شيطان من نوع اللوجيا، والتي تسمح له بأن يكون ضبابي، ويمكنه بواسطتها اختراق المواد الصلبة والمرور منها، وأيضا تمكن من الاختباء بأحد الاكواب عندما اتت قوات البحرية، وأيضا هو في شكل غازي، ولكن غير معروف إذا كان يمكنه التحكم بكثافة شكله الغازي، ويبدو انه يفضل جعل قدرته فعالة دائما، ويمكن لسيزار امتصاص بقية الغازات الأخرى مما يؤدي إلى زيادة قوته، وأيضا قام سيزار بالعديد من التجارب على نفسه وقدرته، مما جعله يطلق غازات سامة وأيضا متفجرة، وأيضا يمكنه ابطال الاوكسجين من حوله لكي يبطل النار أو خنق خصومه، وايمكنه صنع سيف من الاوكسجين، وأيضا يعتبر سيزار من الشخصيات القوية في السلسلة.

## معاركه
- سيزار كلاون ضد مونكي دي لوفي

النتيجة: فوز سيزار
- سيزار كلاون ضد سموكر (في جسم تاشيغي) وتاشيغي (في جسم سموكر) مع نيكو روبن وفرانكي

النتيجة: فوز سيزار
- سيزار كلاون ضد نامي (في جسم سانجي) واوسوب واللحية البنية

```
النتيجة: فوز سيزار
```

- سيزار كلاون واتباعه ضد اللحية البنية

النتيجة: فوز سيزار واتباعه
- سيزار كلاون ضد مونكي دي لوفي

النتيجة: فوز لوفي
- سيزار، أوسوب وروبن ضد السمك المقاتل

النتيجة: فوز سيزار، اوسوب، روبن

## هوامش
سيزار يعتبر موضوع مشترك بين الملك والمهرج وهو كالتالي

سيزار كان لقب للإباطرة في الرومان سابقا، وهو مشتق من يوليوس سيزار

كلاون قريبة من معنى كلاون (مهرج) وكراون (متوج أو تاج)

هو الذي نصب نفسه ملك 

مثل ماجيلان فسيزار يمتلك وجه شيطاني وقرون أيضا

كان اللحية البنية يعتقد بأن سيزار هو شيطان متجسد في إنسان بعد أن علم بنواياه

حتى الآن سيزار هو الشخص الوحيد من مستخدمي اللوجيا يبقي قدرة فاكهته فعالة طوال الوقت (و لا علاقة بها بالكيروسيكي)

سيزار هو أول شرير يحصل على الموسيقى الخاصة به

في الاستطلاع الخامس في اليابان لأكثر شخصية شعبية في ون بيس حصل سيزار على المرتبة 37.